# سی‌اف‌ای‌وی فایربرند (وای‌تی‌آر ۵۶۲)
سی‌اف‌ای‌وی فایربرند (وای‌تی‌آر ۵۶۲) (به انگلیسی: CFAV Firebrand (YTR 562)) یک کشتی آتش نشانی است که طول آن ۲۳٫۱ متر (۷۵ فوت ۹ اینچ) می‌باشد.